# Związek Miast Bałtyckich

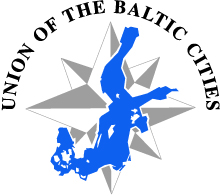
Stare logo Związku Miast Bałtyckich

Związek Miast Bałtyckich (Union of the Baltic Cities, UBC) – sieć miast członkowskich z państw regionu Morza Bałtyckiego, powstała w celu rozwijania współpracy i wymiany doświadczeń między nimi. Nadrzędnym celem ZMB jest dążenie do demokratycznego, gospodarczego, społecznego, kulturalnego i przyjaznego dla środowiska rozwoju całego regionu bałtyckiego.

## Historia Powstania ZMB
Związek Miast Bałtyckich powstał na Konferencji Założycielskiej, która odbyła się w Gdańsku, w dniach 19-20 września 1991 roku. Przedstawiciele 32 miast podpisali podczas niej Deklarację wyrażającą wolę utworzenia organizacji zrzeszającej miasta bałtyckie. Pierwszym Prezydentem ZMB był Anders Engström, który pełnił swoją funkcję od 1991 do 2001. W latach 2001–2019 funkcję Prezydenta ZMB sprawował Per Bødker Andersen. Od 2019 roku Prezydentem ZMB jest Mantas Jurgutis. 

## Cele ZMB
- propagowanie, rozwój i wzmacnianie współpracy oraz wymiany doświadczeń pomiędzy miastami położonymi w regionie Morza Bałtyckiego
- podejmowanie działań w charakterze rzecznika wspólnych interesów władz lokalnych w regionie
- podejmowanie działań w imieniu miast i władz lokalnych we wspólnych kwestiach dotyczących relacji z podmiotami regionalnymi, krajowymi, europejskimi oraz międzynarodowymi
- dążenie do osiągnięcia zrównoważonego rozwoju oraz optymalnego ekonomicznego i społecznego rozwoju regionu Morza Bałtyckiego z pełnym poszanowaniem europejskich zasad lokalnej i regionalnej samorządności oraz subsydiarności
- przyczynianie się do tworzenia wspólnej bałtyckiej tożsamości, spójności i wzajemnego zrozumienia w regionie

## Struktura ZMB
Konferencja Generalna

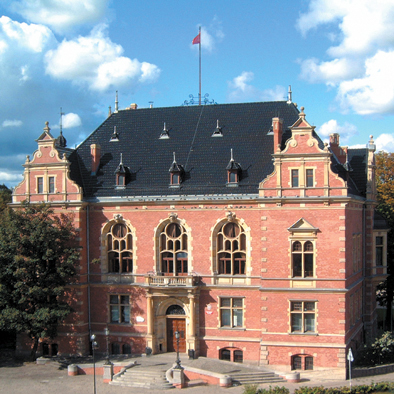
Sekretariat ZMB, Wały Jagiellońskie, Gdańsk

- Konferencja Generalna jest najwyższym organem decyzyjnym w ZMB i zbiera się co dwa lata w jednym z miast członkowskich ZMB

Prezydent ZMB
Prezydent i wiceprezydenci ZMB wchodzą w skład Prezydium
- Mantas Jurgutis, Wiceburmistrz Miasta Kowna, Litwa

Wiceprezydenci
- Elina Rantanen, Przewodnicząca Rady Miasta Turku, Finlandia
- Piotr Grzelak, Zastępca Prezydenta Miasta Gdańska, Polska
- Malin Lauber, Burmistrz, Växjö, Szwecja

Rada Wykonawcza (Zarząd)
Rada Wykonawcza składa się z Prezydium oraz jednego Miasta Członkowskiego reprezentującego każdy kraj, w którym ZMB ma Miasta Członkowskie. Kraje nie zasiadające w Prezydium mogą zaproponować dwa Miasta członkowskie do Rady Wykonawczej
Sekretariat ZMB
- Sekretariat ZBM mieści się w Gdańsku od 1991 roku; Sekretarzem Generalnym jest Paweł Żaboklicki

## Komisje ZMB
W ramach Związku Miast Bałtyckich działa 7 komisji roboczych
- Komisja Cultural Cities
- Komisja Inclusive and Healthy Cities
- Komisja Learning Cities
- Komisja Planning Cities
- Komisja Safe Cities
- Komisja Smart and Prospering Cities
- Komisja Sustainable Cities
- Komisja Youthful Cities

Każde miasto posiada możliwość aktywnego uczestniczenia w pracach wybranej Komisji poprzez opracowywanie i współrealizację projektów.  

## Miasta Członkowskie ZMB
Źródło: Member Cities – UBC.net
| Państwo   | Miasta |
| --------- | --- |
| Dania     | Aarhus, Guldborgsund, Kolding, |
| Estonia   | Elva, Haapsalu, Parnawa, Rakvere, Tallinn, Tartu |
| Finlandia | Espoo, Helsinki, Jyväskylä, Kemi, Kotka, Lathi, Maarianhamina, Pori, Porvoo, Turku, Vaasa                                                                              |
| Litwa     | Gorżdy, Janów, Kowno, Kłajpeda, Połąga, Poniewież, Taurogi |
| Łotwa     | Kieś, Jēkabpils, Jełgawa, Lipawa, Ryga, Valmiera |
| Niemcy    | Greifswald, Hamburg, Kilonia, Rostock |
| Norwegia  | Arendal, Kristiansand |
| Polska    | Darłowo, Elbląg, Gdańsk, Gdynia, Kołobrzeg, Koszalin, Mielno, Pruszcz Gdański, Reda, Rumia, Sejny, Słupsk, Sopot                                                       |
| Szwecja   | Gävle, Gotland, Kalmar, Karlskrona, Luleå, Malmö, Örebro, Söderhamn, Umeå, Växjö                                                                                       |
| Ukraina   | Miasta Stowarzyszone: Chersoń, Czernihiwka, Czernivci, Chmielnicki, Kamieniec Podolski, Kramatorsk, Pokrowsk, Rubiżne, Wilnianśk, Wyszogród, Zaporoże, Rejon rówieński |